# Pierre Marie Brignon de Léhen
Pour les articles homonymes, voir Brignon et Léhen.
Pierre Marie Brignon de Léhen est un homme politique français né le 19 juillet 1783 à Saint-Malo (Ille-et-Vilaine) et mort le 9 mars 1866 à Plouër-sur-Rance (Côtes-du-Nord).

## Biographie
Pierre Marie Brignon de Léhen est le fils de Pierre Jean Baptiste Henri Brignon de Léhen et d'Aimée Herbert de La Portbarré.
Propriétaire, conseiller général pour le canton de Dinan-Ouest, il est député des Côtes-du-Nord de 1846 à 1848, siégeant dans l'opposition à la Monarchie de Juillet.

## Sources
- « Dictionnaire des parlementaires français de 1789 à 1889 (Adolphe Robert, Edgar Bourloton et Gaston Cougny) », sur gallica BNF (consulté le 4 janvier 2014)